# 김동호 (1937년)
김동호(1937년 8월 6일~)는 대한민국의 공무원·영화인이다. 김동호 원장은 제1대 예술의 전당 사장, 부산국제영화제조직위원회 집행위원회 위원장 등을 지냈고 2013년에는 대통령 소속 문화융성위원회 위원장을 맡아오고 있다. 강원 홍천 출신이다.
2012년부터는 단국대학교 영화콘텐츠 전문대학원 원장에 취임하고 단국대 영화콘텐츠전문대학원(DGC)이 한국 영화계의 공로를 인정하고 김동호 단국대 영화콘텐츠전문대학원장의 이름을 딴 '제1회 김동호 연기상'을 제정하고 단국대 영화콘텐츠전문대학원은 2014년 11월 9일 ~ 11월 9일 이틀 간 잠실 롯데시네마 월드타워 3관에서 열린 '2014 빛나는 선택, DGC영화제'에서 그동안 DGC 작품에 출연한 배우 중 탁월한 연기를 보여준 3명을 선정해 트로피를 전달했다.

## 생애
1960년 서울대학교 법대를 졸업하였다. 7급공무원 시험을 통해 문화공보부(현재의 문화체육관광부)에 임관하여 문화국장, 보도국장, 공보국장, 국제교류국장, 기획관리실장을 거쳐 1988년 영화진흥공사 사장으로 부임하였다. 1992년 예술의 전당 초대 사장, 1993년 문화부 차관을 겸임하였고, 같은 해에 공연윤리위원회 위원장으로도 재직하였다. 
1996년부터는 부산국제영화제의 집행위원장으로서 아시아 영화계의 발전에 기여했으며, 2010년 은퇴하였다. 

## 학력
- 서울대학교 법학 학사
- 한양대학교 대학원 행정학 석사

## 경력
- 2013.07 ~ 2015.12 문화융성위원회 위원장
- 2012.03 ~         단국대학교 영화콘텐츠전문대학원 원장
- 2011.10           한국영화동반성장협의회 회장
- 2011.02 ~ 2012.02 제3대 강원문화재단 이사장
- 2011.02 ~         단국대학교 석좌교수
- 2011              대한민국 대중문화예술상 심사위원장
- 2010.11 ~         부산국제영화제조직위원회 명예 집행위원장
- 2010 ~            아시아 태평양 스크린 어워드 홍보대사
- 2010              타이페이국제영화제 심사위원장
- 2010              타히티국제영화제 심사위원
- 2010 ~            아시아영화진흥기구 고문
- 2010              브라티슬라바국제영화제 심사위원
- 2010              칸영화제 주목할 만한 시선부문 심사위원
- 2010              오키나와 국제영화제 심사위원장
- 2010              타르코프스키국제영화제 심사위원장
- 2010              제20회 후쿠오카 국제 영화제 심사위원장
- 2009              오키나와 국제영화제 심사위원장
- 2009              제11회 서울국제청소년영화제 지도자문위원
- 2008.06           외교통상부 문화외교 자문위원
- 2008              베오그라드국제영화제 심사위원장
- 2007              제1회 아시아 태평양 스크린 어워드 심사위원
- 2006.12           한국관광공사 한국관광 홍보대사
- 2006 ~ 2010       국제영화제작자연맹 이사
- 2006              예레반국제영화제 심사위원
- 2006              도쿄필름엑스영화제 심사위원장
- 2006              사라예보국제영화제 심사위원
- 2004.03 ~ 2006.03 문화중심도시조성위원회 부위원장
- 2004 ~ 2011       청룡영화상 심사위원장
- 2004              제5회 라스팔마스 국제 영화제 심사위원
- 2004              소치국제영화제 심사위원
- 2002              제28회 시애틀국제영화제 심사위원
- 2002              인도국제영화제 심사위원
- 2000.01 ~ 2004.12 중앙대학교 첨단영상대학원 연구교수
- 1999.09 ~ 2006.06 민주평화통일자문회의 문화예술분과위원회 위원장
- 1999              부에노스 아이레스 국제영화제 심사위원
- 1998.11 ~ 1999.03 제4회 강원동계아시아경기대회 사무총장
- 1998              인도국제영화제 심사위원
- 1997              싱가포르 국제 영화제 심사위원
- 1997              하와이국제영화제 심사위원
- 1997              제7회 후쿠오카 국제 영화제 심사위원장
- 1997              제26회 로테르담 국제영화제 심사위원장
- 1996.03 ~ 2002.02 중앙대학교 예술대학원 객원교수
- 1996.02 ~ 2010.11 부산국제영화제조직위원회 집행위원회 위원장
- 1996 ~ 2010       아시아영화진흥기구 부위원장
- 1995.09 ~ 1998.02 마이 티브이방송 사장
- 1993.03 ~ 1995.03 공연윤리위원회 위원장
- 1992.04 ~ 1993.03 제2대 문화부 차관
- 1992.02 ~ 1992.04 제1대 예술의전당 사장
- 1988.08 ~ 1992.02 영화진흥공사 사장
- 1961.09 ~ 1988.04 문화공보부 기획관리실 실장, 문화공보부 국제교류국 국장, 문화공보부 공보국 국장, 문화공보부 보도국 국장, 문화공보부 문화국 국장

## 서훈
- 2013 제28회 코리아 베스트 드레서 스완 어워드 문화부문
- 2013 제28회 코리아 베스트 드레서 스완 어워드 문화부문
- 2013 제15회 우디네 극동영화제 평생공로상
- 2011 제12회 대한민국 국회대상 올해의 공로상
- 2011 제5회 아시안 필름 어워드 공로상
- 2011 제2회 올해의 영화상 영화인상
- 2010 제13회 디렉터스 컷 시상식 공로상
- 2010 제23회 도쿄국제영화제 우정상
- 2010 자랑스러운 영화인상
- 2010 일맥문화대상
- 2009 유네스코서울협회 선정 올해의 인물
- 2009 한불문화상
- 2008 닐슨임팩트어워드
- 2008 아시아그라프 공로상
- 2007 프랑스 문화예술공로훈장 오피시에
- 2007 제3회 앙드레김 베스트 스타 어워드 특별상
- 2007 제30회 황금촬영상 특별상
- 2007 유네스코 펠리니상
- 2006 프랑스 파리시 훈장
- 2006 프랑스 도빌시 훈장
- 2005 대한민국 은관문화훈장(2등급)
- 2005 은관문화훈장
- 2005 제4회 대한민국영화대상 공로상
- 2005 제7회 시네마닐라 영화제 평생공로상
- 2001 대한민국 국회과학기술대상 특별상
- 2000 제1회 부산문화대상
- 2000 프랑스 문예공로훈장 기사장(슈발리에)
- 2000 프랑스 문화예술공로훈장
- 1999 체육훈장 맹호장
- 1993 황조근정훈장
- 1977 홍조근정훈장
- 1963 근정포장